# Namdev

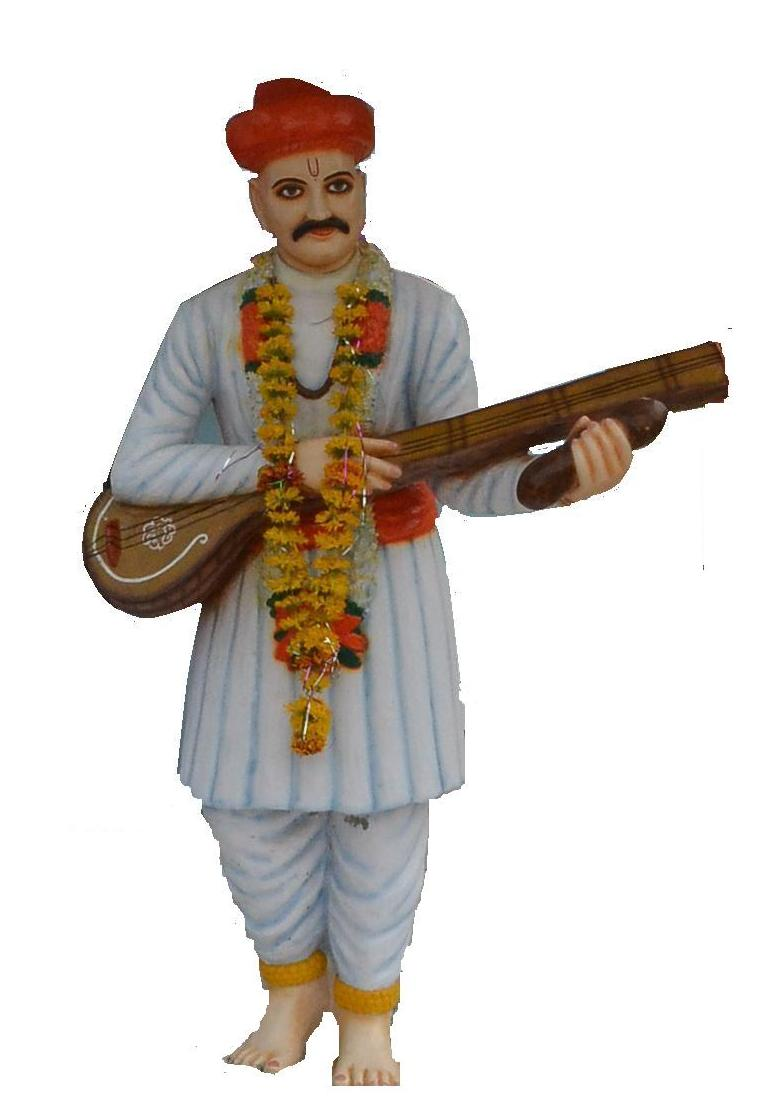
Namdev (fiktives Porträt)

Namdev (* 1270 in Narsi; † 1350 Pandharpur) war ein indischer Dichter, Religionsphilosoph und Yogi. Seiner Kastenzugehörigkeit nach ein Schneider, war er ergebener Anhänger des Gottes Vithoba, einer Manifestation des Hindu-Gottes Vishnu bzw. seines Avatars Krishna, und wird in weiten Teilen der indischen Bundesstaaten Maharashtra und Rajasthan, aber auch von der Religionsgemeinschaft der Sikhs als Heiliger (sant) verehrt.

## Leben
Namdevs biografische Daten sind weitgehend unklar bzw. legendenhaft und stammen aus späterer Zeit; so werden von einigen Forschern die Lebensdaten 1207 bis 1287 oder aber 1309 bis 1372 für wahrscheinlicher erachtet. Angeblich war er verheiratet und hatte einen Sohn. Möglicherweise war er ein Freund des Dichters und Religionsphilosophen Dnyaneshwar und unternahm mit ihm zusammen eine Pilgerreise durch Indien. Beiden gemeinsam war jedenfalls die liebevolle Hingabe (bhakti) an den Gott Vithoba, eine Inkarnation des Hindu-Gottes Vishnu bzw. seines Avatars Krishna.

## Werk
Namdev war Dichter in der Marathi-Volkssprache, die in Mittelindien auch in religiösen Texten das Sanskrit abzulösen begann. Wahrscheinlich war er auch Sänger und Musiker. Von den über 1000 ihm zugeschriebenen Gedichten (abhangas) gelten etwa 600 bis 700 als authentisch.

## Film
Sant Namdev ist der Titel zweier indischer Filme aus den Jahren 1949 und 2004.